# 阿马哈克的年轻女人
阿马哈克的年轻女人（西班牙語： / 英語：）是一尊描绘前西班牙殖民时期原住民女性的雕塑。这尊雕塑在墨西哥城的国立人类学博物馆中展出。它在2021年1月于墨西哥东部的瓦斯特克地区被发现。这尊雕塑的复制品将取代安放在墨西哥城改革大道上的哥伦布纪念像。
据估计，该雕像大约创作于1450年到1521年之间，也就是所谓的“玛雅古典时期”。这是一尊高2（6英尺7英寸）、宽60（24英寸）、厚25（9.8英寸）的石灰岩艺术品，描绘了一位穿着短上衫和及踝裙的女性。 雕塑所描绘的女性似乎还佩戴着珠宝，其中就包括被称为的圆形吊坠。 她的眼睛部分是空的，这表明可能曾经有石制的眼珠曾在里面。 而在她的光脚部分， 有一个树立的木桩让她可以直立在那里。

## 发现过程
2021年1月1日，一群农民在墨西哥韦拉克鲁斯州阿拉莫市伊达尔戈阿马哈克镇（Hidalgo Amajac）的柑橘园准备耕种时发现了这座雕像。 但当时并不知道它应该代表谁；而墨西哥国家文物总局则认为它类似于瓦斯特克的生育女神，而不应考虑将其视为精英阶层的代表。 这是在图斯潘河附近首次发现的此类雕塑。 而根据墨西哥国家文化秘书处负责人亚历杭德拉·弗劳斯托·格雷罗的说法，这一发现意义重大。因为这尊雕像可能代表一位重要的女性统治者，这证明了女性曾参与瓦斯特克政治生活的想法。

## 复制作品
2021年10月14日，墨西哥城政府宣布将用一尊阿马哈克的年轻女人的复制品雕像来取代位于改革大道上现已拆除的克里斯托弗·哥伦布纪念像。哥伦布雕像于2020年10月被当地政府所拆除。 这个方案同时也击败了由艺术家佩德罗·雷耶斯所提议的“特拉利”头像方案。雷耶斯的方案并不受欢迎，因此在2021年9月就被墨西哥城市政府给取消了。 阿马哈克的年轻女人的复制品高约6（20英尺），将被安放于原本放置克里斯托弗·哥伦布纪念像而修建的19世纪新古典主义的基座上。